# バカ・ゴー・ホーム
「バカ・ゴー・ホーム」は、milktubの1枚目のシングル。2010年2月10日にLantisから発売された。

## 概要
milktub初のシングル作品。表題曲「バカ・ゴー・ホーム」は、テレビアニメ『バカとテストと召喚獣』のエンディングテーマとして使用された。エンディングの背景には英語訳された歌詞が映っている。また、コーラスとしてバカテスオールスターズが参加している。CDジャケットには、吉井明久、姫路瑞希、島田美波、坂本雄二、木下秀吉、土屋康太が描かれている。

## 収録曲
（全作詞：bamboo、作曲：一番星☆光）
1. バカ・ゴー・ホーム [3:27] 
編曲：宮崎京一
2. バカバッカロックンロール [4:15] 
編曲：ms-jacky
3. バカ・ゴー・ホーム（Instrumental） [3:27]
4. バカバッカロックンロール（Instrumental） [4:14]

## タイアップ
| 曲名               | タイアップ                                             |
| ------------------ | ------------------------------------------------------ |
| バカ・ゴー・ホーム | テレビアニメ『バカとテストと召喚獣』エンディングテーマ |